# Ramón Sainero
Ramón Sainero (Madrid; 25 de mayo de 1944) es Director del Instituto de Estudios Celtas (IEC), perteneciente a la Real Academia de la Historia española y representante español en el Consejo de Dirección del Centro Internacional de Estudios Celtas (CIEC). Ha sido profesor agregado y profesor titular durante los últimos 37 años en la Universidad Nacional a Distancia de España (UNED).

## Biografía
Sainero nació en Madrid en 1944. Desde su infancia compartió los estudios con la práctica del patinaje, llegando a formar parte durante cinco años del ballet sobre hielo norteamericano “Holliday on Ice” y participar en el Campeonato Mundial de Patinaje Artístico sobre hielo en el año 1974, siendo hasta la fecha el único patinador español que se ha clasificado y participado en la final de unos campeonatos del mundo profesionales. También ha sido Preparador Nacional de Patinaje Artístico de España y el primer director de la pista de hielo del C. F. Real Madrid.

## Estudios
Ramón Sainero es licenciado en Filología por la Universidad Complutense de Madrid. Cursó estudios de Máster y Doctorado en literatura irlandesa en la Universidad del Ulster (Coleraine) y obtuvo su doctorado en la Universidad Complutense de Madrid. Ha asistido a cursos intensivos de lenguas y literaturas celtas durante más de diez años en Irlanda en las universidades de Galway (Cararoe), Trinity College (Dublín), Universidad de Ulster (Coleraine) y Oideas Gael (Donegal). Comenzó su enseñanza universitaria en la Universidad de Ulster (lector) y la Universidad Complutense (profesor doctor).

## Campo docente
En el campo docente todo sus estudios y experiencia docente adquiridos en Inglaterra e Irlanda, hacen de Sainero el único experto universitario en España que traduce manuscritos gaélicos y es el único que enseña literatura celta basada en sus textos primitivos, asignatura que gracias a él se ha establecido en la Universidades de España junto a la de literatura anglo-irlandesa de la que ha sido pionero también en su docencia universitaria.

## Campo de investigación
Lingüista, historiador e investigador ha escrito y publicado numerosas monografías y artículos de prensa, siendo su campo de investigación durante muchos años los Estudios Celtas e indoeuropeos y su influencia en los orígenes de la cultura de la península ibérica y las islas británicas.
La teoría comúnmente mantenida por lo expertos sobre los celtas, o al menos la civilización celta, es que se originó en el centro de Europa, con Halstatt (Austria) y La Tene (Suiza) como las principales fuentes de información sobre estos orígenes, aunque parece evidente que Europa Central fue un lugar clave de su asentamiento y del origen de propagación de su cultura. Para Sainero, esto no significa que los celtas, o la cultura celta, se originaran en esa parte de Europa. El va más allá, sostiene que el río Danubio, el Mar Mediterráneo y España también podrían haber constituido el sitio desde el que los Celtas se abrieron camino en el interior de Europa, posibilidad que, según el historiador, no debemos descartar.
Defiende el desarrollo de una nueva teoría con las pruebas históricas, arqueológicas, lingüísticas y culturales que ha sido durante siglos considerada como Mitología.

### Su teoría
Sainero, a partir de sus estudios del manuscrito irlandés Leabhar Ghbhála Érenn o Libro de las invasiones y otros manuscritos primitivos, junto con pruebas arqueológicas, lingüísticas, históricas y literarias establece esa nueva teoría y ofrece datos que pretenden demostrar, cómo muchos de los acontecimientos históricos descritos en estos manuscritos,  no son pura invención.
Según Sainero en las costas del río Danubio (Tracia), alrededor del Mar Negro y el extremo oriental del fin del Mediterráneo, existen vestigios artísticos, culturales y arqueológicos, algunos anteriores al siglo VII a. C. que apuntan a la existencia de un pueblo, o serie de pueblos, con una religión y cultura compartida. Se refiere a los Tracios,  los Griegos y a los Escitas, y existen muchas hipótesis que indican que la Cultura Celta fue influenciada por estos pueblos en sus orígenes, a pesar de que las formas más complejas fueron desarrolladas posteriormente.
Fueron los Escitas o Escolotos (¿primitivos tracios?), que, según el Libro de las Invasiones, en su viaje a través del Mediterráneo se establecen primero en Grecia, luego en Egipto, más tarde en España y finalmente en Irlanda y Gran Bretaña los primitivos habitantes de la península ibérica e islas británicas y sus descendientes, los clanes a los que los manuscritos llaman escotos (Heródoto a los escitas los llama escolotos), crearon los reinos celtas más primitivos de España e Irlanda. Para explicar todo lo anterior cuando nos referimos a los escitas, escolotos o escoto, en realidad hacemos referencia a los pueblos indoeuropeos que llegaron hasta la Europa Atlántica en sucesivas oleadas desde las llanuras del Mar Negro hasta la Europa central, el Mediterráneo y el Atlántico.
Desde el punto de vista de Sainero, tal vez sería más exacto hablar de tribus, clanes u olas de inmigrantes indo-europeos en vez de escolotos o celtas. Es decir unos pueblos que en su emigrar desarrollarían una cultura y una lengua que daría lugar a lo que posteriormente se ha llamado el pueblo y la cultura celta. Su comparación, en definitiva, es la siguiente: aproximadamente en el 1200 años antes de Cristo, los pueblos asentados en las llanuras de las costas del Mar Negro y montañas del Cáucaso, los escolotos de Heródoto, y otras comunidades cercanas a los asentamientos en Grecia y Asia Menor (tracios y brigios), guerreros y jinetes nómadas, fueron capaces de conquistar algunos territorios en Europa, y asimilaron la cultura de aquellos que conquistaron, para pasar a crear una nueva civilización en la zona suroeste y occidental de la Europa Atlántica.

## Sainero y la cultura común de la Unión Europea
El Tratado de Maastricht en su artículo 151 reconoce una cultura común europea dentro de la diversidad de las naciones que la componen. Según dicho artículo la Unión Europea debe de proteger, fomentar e impulsar una cultura común de sus países. En noviembre de 2004 tuvieron lugar unas jornadas internacionales, en Berlín, sobre la cultura común europea a las que asistieron nueve países. Curiosamente estos nueve países eran todos del centro y norte de Europa: “Alemania, República Checa, Estonia, Eslovenia, Lituania, Polonia, Países Bajos, Hungría y Francia”.
En dichas jornadas, los representantes de estas nueve naciones acordaron desarrollar un “Alma para Europa” y “un espacio cultural común para la Unión Europea” así como mantener reuniones intermitentes cada seis meses para llevar a cabo el proyecto. Frente lo anterior Paolo Savona, Presidente del Fondo Interbancario de Tutela de los Depósitos, considera que Alemania ha intentado hasta ahora sin éxito ser el centro industrial, económico y monetario de Europa, primero con dos guerras mundiales y ahora dentro de la Unión Europea, en plena crisis y de forma pacífica, con el fortalecimiento de Alemania frente a los países del Mediterráneo. La solución, según Savona,  para evitar que los países de la zona sur de la Unión Europea pierdan su industria y queden reducidos a ser el sector turístico y mano de obra para Alemania, es crear una cultura propia entre estos países. Por ello la solución pasa por “invertir en educación, que en la escuela se promueva la integración europea, y considera que si comenzamos ahora en 20 años tendremos una Europa unida.
Sainero propone que para crear esta cultura común de la Unión Europea, la respuesta la tenemos en la cultura ancestral común que aparece en multitud de pruebas históricas, lingüísticas, culturales y arqueológicas,  concernientes a los orígenes históricos y culturales del Sur de Europa y del Occidente Atlántico provenientes de pueblos indoeuropeos llegados por el Mediterráneo. Sería una cultura milenaria ateniéndonos al catedrático alemán Adolf Schulten: “Yo he demostrado que al sur de Portugal, en el Imperio de Tartessos, se encuentra en estelas funerarias una escritura griega arcaica que procede de Asia Menor y es de hacia 800 a. de J. C., es decir que puede corresponder a los Tirsenos”. Según algunos estudios actuales los orígenes de la lengua celta más antigua que conocemos se encuentran en Tartessos (suroeste de la península ibérica), sostenido por profesores como John T. Koch, de la Universidad Aberystwyht de Gales,  y Barry Cunliffe de la Universidad de Oxford, entre otros, y el pueblo más antiguo que también conocemos en el Occidente Atlántico podría ser Brigantia (actual La Coruña o Betanzos, en el noroeste de España) que bien puede ser el pueblo de los brigantes ingleses. Tanto tartessos, como brigantes y tirsenos muestran una herencia cultural común, exportada posteriormente a las islas británicas, que les identifica frente a otras culturas, unificada y enriquecida durante la época del Imperio Romano. Esta herencia por los estudios, arqueológicos, históricos y lingüísticos que poseemos nos hablan de elementos comunes desde la zona de la desembocadura del Danubio en la Tracia a orillas del Mar Negro, al norte de Grecia, pasando por Italia, península ibérica, Francia e islas británicas.
Por todo ello Sainero considera la existencia de dos frentes culturales en la Unión Europea, que por pruebas arqueológicas, históricas, lingüísticas y culturales es el bloque sur y atlántico el que tiene la cultura primitiva más rica y documentada para ser considerado con justicia el origen cultural de la Unión Europea.

## Otros Méritos
Aparte de su trabajo como investigador universitario, 18 años de investigación reconocidos por los diferentes tribunales investigadores del Ministerio de Educación y Ciencia de España (ANECA), Sainero ha sido miembro de diferentes comités científicos nacionales e internacionales. Fue el primer presidente de la Asociación Cultural Hispano-Irlandesa y director de su comité científico, con sede en el Ateneo Cultural de Madrid, y actualmente es el representante español en el CIEC (Centro Internacional de Estudios Celtas) que agrupa a profesores universitarios de diferentes universidades de Portugal, Brasil y España. También es miembro de los siguientes Comités científicos:
- Miembro del Comité de Honor de la Sociedad Española de Estudios Literarios de cultura popular (SELICUP])
- Miembro del Comité de Honor y del Comité Científico de la revista científico- literaria Garoza, órgano de expresión de la Sociedad Española de Estudios Literarios de Cultura Popular.
- Miembro del Comité Científico Internacional de la Sociedad “Ferrol 97-99” (formado por especialistas de la Universidad Complutense, Universidad de Santiago de Compostela, de la Sorbona de París, de la Universidad de Bretaña (Brest), de la Universidad de Gales y de la Royal Irish Academy), cuyo objetivo es la creación de un Instituto de Cultura Celta de España.[1]
- Miembro del Comité Científico de la revista de Filología ACPRUNYE, órgano de expresión de la Asociación Española de Puertorriqueños unidos a norteamericanos y españoles.
- Miembro del Comité Científico de la Asociación James Joyce en España.

## Obra
- Sainero, Ramón (1983). Lorca y Synge ¿Un mundo maldito?. Madrid: Ed. Complutense. ISBN 8474910668.
- Sainero, Ramón (1984). La huella celta en España e Irlanda. Madrid: Ed. Akal. ISBN 9788476001677.
- Sainero, Ramón (1985). Leyendas celtas en la literatura irlandesa. Madrid: Ed. akal. ISBN 9788476000793.
- Sainero, Ramón (1987). Leabhar Ghabhála (Libro de las Invasiones) Introducción, traducción, glosario y notas. Madrid: Ed. Akal. ISBN 978-84-7600-167-7.
- Sainero, Ramón (1988). Los grandes mitos celtas y su influencia en la literatura. Barcelona: Edicomunicación.
- Sainero, Ramón (1993). Sagas celtas primitivas en la literatura inglesa. Madrid: Ed. Akal. ISBN 9788446002994.
- Sainero, Ramón (1994). Lenguas y literaturas celtas: origen y evolución. Madrid: Ed. Aula Abierta (UNED). ISBN 9788436230857.
- Sainero, Ramón (1995). La literatura anglo-irlandesa y sus orígenes. Madrid: Ed. Akal. ISBN 9788446004165.
- Sainero, Ramón (1999). Diccionario Akal de mitología celtas. Madrid: Ed. Akal. ISBN 8446009366.
- Sainero, Ramón (1999). Literatura Inglesa: Problemas y técnicas en la traducción e interpretación de sus textos. Madrid: Ed. UNED. ISBN 9788436261882.
- Sainero, Ramón (2004). Los orígenes celtas del reino de Brigantia (La génesis de España. Madrid: Ed. Abada. ISBN 9788496775398.
- Sainero, Ramón (2009). San Andrés de Teixido y las islas del Más Allá. Noya: Ed. Toxosoutos. ISBN 9788492792122.
- Sainero, Ramón (2008). Os orígenes do pobo de Breogán. A Coruña: Ed. Toxosoutos. ISBN 9788493600181.
- Sainero, Ramón (2003). The Celts and Historical and Cultural Origins of Western Europe. EEUU: Ed. Academica Press.
- Sainero, Ramón (2013). La leyenda de Breogán y sus orígenes. Madrid: Ed. Akal. ISBN 9788446037859.
- Sainero, Ramón (2018). La lengua céltica en la Península Ibérica: Una reconstrucción histórica y lingüística. Madrid: Ed. Abada. ISBN 9788417301125.